# Antony Otero
Antony José Otero Carrascal (Santa Marta, Colombia el 6 de abril de 1996) es un futbolista colombiano es delantero.[cita requerida]

## Trayectoria

### Inicios
En Santa Marta, Otero jugó en la escuela José Otero, después llegó a Bogotá para jugar en las inferiores de Santa Fe..[cita requerida]

### Santa Fe
En las inferiores del cuadro albirrojo, jugó en equipos juveniles, y gracias a sus buenas actuaciones; debutó con el equipo profesional en un partido válido por la Copa Colombia en el año 2014. En el 2015, Otero fue mandado a préstamo al equipo Tigres de la Segunda División..[cita requerida]
En Tigres tuvo buenos partidos y anotó varios goles, y en enero del 2016, tras ser visto por el técnico uruguayo Gerardo Pelusso, vuelve a Santa Fe. .[cita requerida]
Tras ganarse la confianza del técnico, es ascendido a la nómina profesional, y ese mismo año debutó con Santa Fe, y juega una buena cantidad de partidos y anota goles importantes como contra Oriente Petrolero de Bolivia, y contra el Corinthians de Brasil, por Copa Libertadores y contra el Deportivo Cali por Liga Águila. .[cita requerida]
Tras un buen primer semestre con Santa Fe,  es cedido por el conjunto cardenal para jugar el segundo semestre del año en Rionegro Águilas, luego de que lo descartaran para la nómina albirroja..[cita requerida]

## Clubes y estadísticas
Actualizado al último partido jugado el 1 de junio de 2016.
| Santa Fe · Colombia |               |               |    |    |    |   |   |    |     |      |      |
| 1ª | 2014          | 0             | 0  | 1  | 0  | 0 | 0 | 1  | 0   | 0,00 |      |
| Total club | Total club    | 0             | 0  | 1  | 0  | 0 | 0 | 1  | 0   | 0,00 |      |
| Tigres · Colombia |               |               |    |    |    |   |   |    |     |      |      |
| 2ª | 2015          | 17            | 7  | 3  | 4  | - | - | 20 | 11  | 0,55 |      |
| Total club | Total club    | 17            | 7  | 3  | 4  | 0 | 0 | 20 | 11  | 0,55 |      |
| Santa Fe · Colombia |               |               |    |    |    |   |   |    |     |      |      |
| 1ª | 2016          | 13            | 2  | 0  | 0  | 7 | 2 | 20 | 4   | 0,21 |      |
| Total club | Total club    | 13            | 2  | 0  | 0  | 7 | 2 | 20 | 4   | 0,21 |      |
| Rionegro Águilas · Colombia |               |               |    |    |    |   |   |    |     |      |      |
| 1ª | 2016          | 11            | 0  | 0  | 0  | - | - | 11 | 0   | 0,00 |      |
| Total club | Total club    | 11            | 0  | 0  | 0  | 0 | 0 | 11 | 0   | 0,00 |      |
| Unión Magdalena · Colombia |               |               |    |    |    |   |   |    |     |      |      |
| 2ª | 2017          | 23            | 7  | 7  | 1  | - | - | 30 | 8   | 0,26 |      |
| Total club | Total club    | 23            | 7  | 7  | 1  | 0 | 0 | 30 | 8   | 0,26 |      |
| Itagüí Leones · Colombia |               |               |    |    |    |   |   |    |     |      |      |
| 1ª | 2018          | 21            | 1  | 5  | 3  | - | - | 26 | 4   | 0,15 |      |
| Total club | Total club    | 21            | 1  | 5  | 3  | 0 | 0 | 26 | 4   | 0,15 |      |
| Santa Fe · Colombia |               |               |    |    |    |   |   |    |     |      |      |
| 1ª | 2019          | 1             | 0  | 0  | 0  | - | - | 1  | 0   | 0,00 |      |
| Total club | Total club    | 1             | 0  | 0  | 0  | 0 | 0 | 1  | 0   | 0,00 |      |
| Gimnasia y Esgrima de Jujuy Argentina |               |               |    |    |    |   |   |    |     |      |      |
| 2ª | 2021          | 0             | 0  | 0  | 0  | - | - | 0  | 0   | 0,00 |      |
| Total club | Total club    | 0             | 0  | 0  | 0  | 0 | 0 | 0  | 0   | 0,00 |      |
| Total carrera | Total carrera | Total carrera | 86 | 17 | 16 | 8 | 7 | 2  | 109 | 27   | 0,24 |
| (1) Incluye datos de la Copa Colombia ;Superliga de Colombia . (2) Incluye datos de Copa Sudamericana / Copa Libertadores. (5) No incluye goles en partidos amistosos. |               |               |    |    |    |   |   |    |     |      |      |